# 木村武山

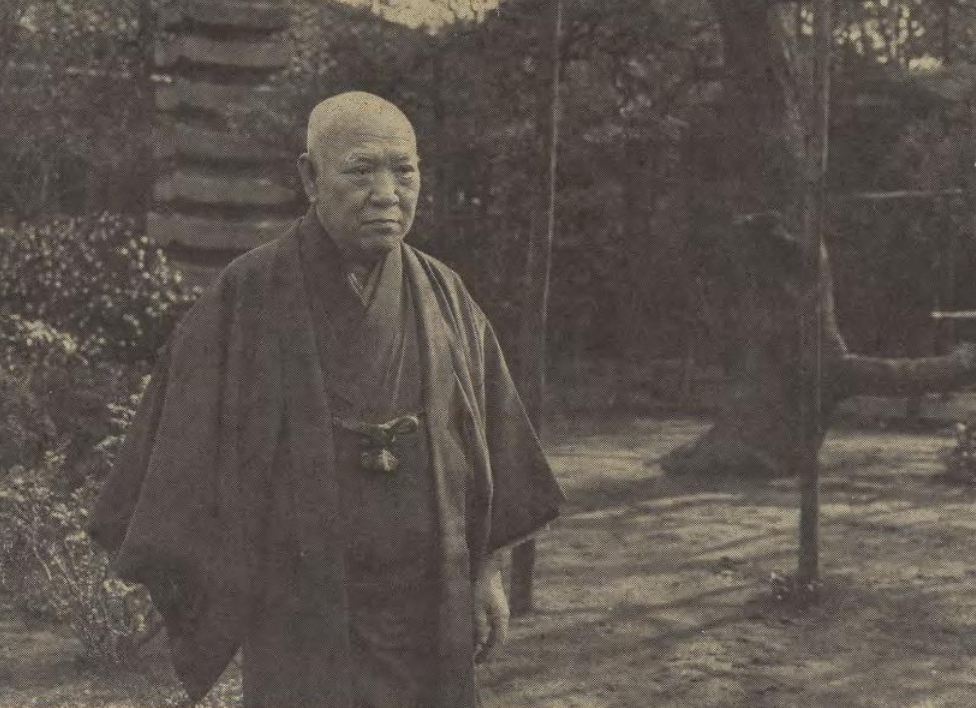
木村武山

木村 武山（きむら ぶざん、明治9年（1876年）7月3日 - 昭和17年（1942年）11月29日）は、明治から昭和初期の日本画家。横山大観、下村観山、菱田春草らと共に、岡倉覚三（天心）のもとで日本画の近代化に努めた。

## 伝記
明治9年（1876年）7月、茨城県笠間市に木村信義の長男・信太郎として誕生。父は元笠間藩士で、廃藩後に笠間銀行（現・常陽銀行）を設立し頭取となり、明治45年（1912年）4月には笠間電気株式会社の設立と共に社長に就任している。2歳の頃から地元の南画家・桜井華陵に師事。12歳頃には「武山」の号を用いており、この号は笠間のシンボルとも言える佐白山・山上の別称「阿武山（おたけ）」に由来する命名される。明治23年（1890年）、地元の西茨城連合高等小学校を卒業後に上京、東京開成中学校に入学するが、翌年、東京美術学校普通科に編入する。ここで同校教授の下村観山の強い影響を受け、以後画家としての人生を観山と共に歩むことになる。またこの頃、川端玉章の画塾・天真社で学ぶ。
明治29年（1896年）9月に卒業後も同校に留まり、日本画研究科へ進む。同年、日本絵画協会第一回展に「貫定卿旧都観月」で二等褒状を受ける。明治30年（1897年）2月には平泉中尊寺金色堂修復に助手として参加。翌年10月に創立された日本美術院に参加、最初は副員だったがのち正員となる。同年12月一年志願兵として近衛歩兵第1連隊に入隊している。明治35年（1902年）頃から先輩の下村観山との強い絆が生まれたようで、谷中初音町の八軒家に観山や大観と共に住み、朦朧体への批判で世評が厳しくなった美術院を支える中心作家としての立場が明快になっていく。明治37年（1904年）2月に起こる日露戦争ではかつての近衛歩兵第1連隊に応召され、7月陸軍歩兵中尉に任官し、8月には従七位に叙位される。
明治39年（1906年）、観山の推挙により岡倉らの五浦移転に、一家をあげて同行する。武山の代表作の多くはこの五浦時代に描かれており、後半期の画業の主流となる仏画も並行して描き始めた。大正3年（1914年）、大観・観山らと共に日本美術院を再興、経営者、評議員、同人の三役を兼ね、以後中心的存在として院の経営に尽力した。昭和12年（1937年）、脳内出血で倒れ郷里・笠間で静養、病で右手の自由が利かなくなったため左手で絵筆を執り、「左武山」の異名をとる。昭和17年（1942年）、喘息のため死去。法名は泰霊院映誉広彩武山居士。墓所は木村家の菩提寺である笠間市の月崇寺のほか、自邸内の大日堂に分骨された。
作品初期は歴史画が多く、25歳頃から主に花鳥画を描く。大正初期は琳派の手法を用いた壮麗な作風が特徴的である。1916年（大正5年）、笹川臨風と共に大和・河内巡りをした際、観心寺の如意輪観音坐像に驚嘆したのを切っ掛けに、後年は仏画を多く描いた。優れた色彩感覚を持ち、日本美術院きってのカラリストと評された。

## 家族・親族
- 父の木村信義（1844-）は元笠間藩士で笠間銀行頭取、笠間電気社長[2]。同藩士・高橋義武の二男に生まれ、木村信親の養子となり家を継いだ[2]。江尻箕山より漢学、佐藤与之助より蘭学を学び、槍術馬術を修め、1864年に大阪城代となった藩主・牧野貞直に従って在阪し、戊辰戦争を経て明治維新後、笠間藩民政会計の監事となる[2]。廃藩置県後は藩の事務引総主任、経産主任、地方森林会河川法調査県是調査委員などを務めた[2]。

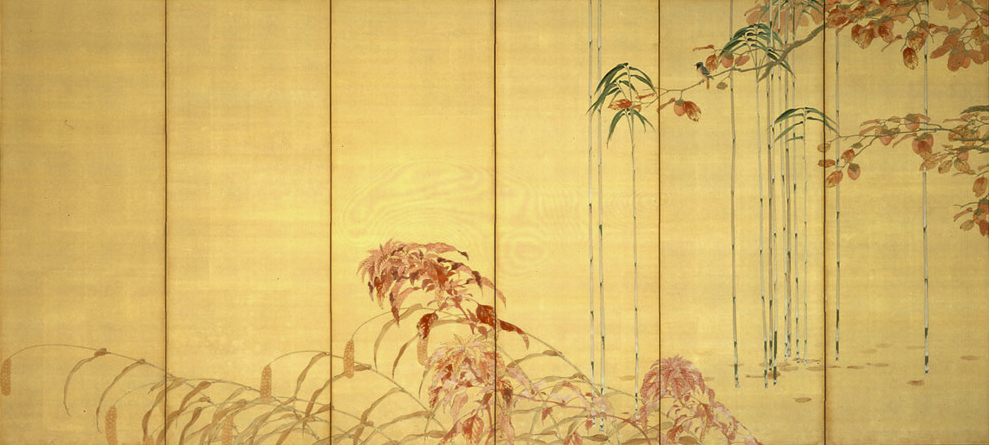
妻のけい（1879年生）は彫刻家・石川光明の二女。恒（長女、1903年生）、秋子（二女、1905年生）、武夫（長男、1908年生）、小春（三女、1909年生）、義（四女、1912年生）、信夫（三男、1913年生）らを産んだ。
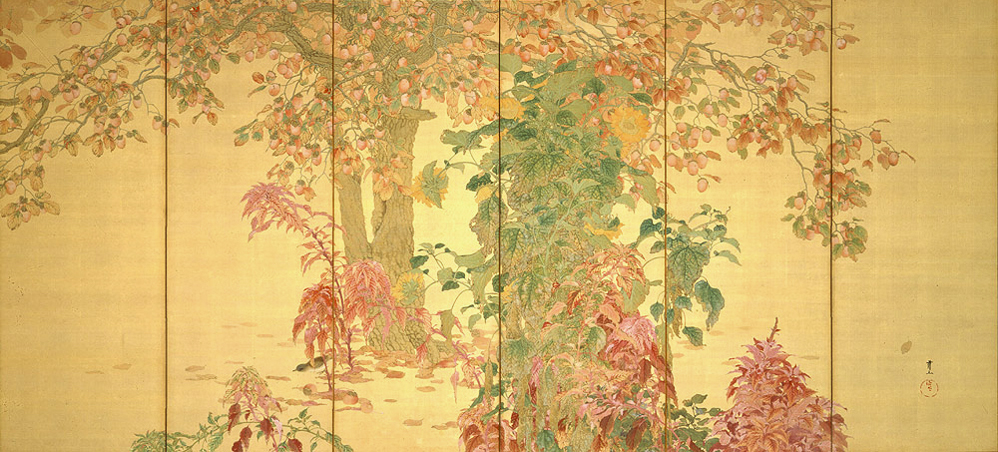
小春（右隻）
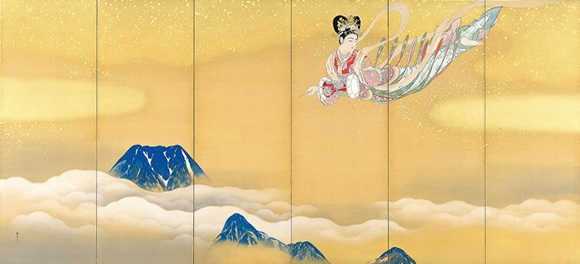
羽衣（左隻）
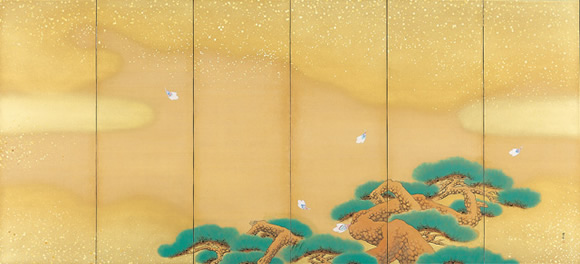
羽衣（右隻）
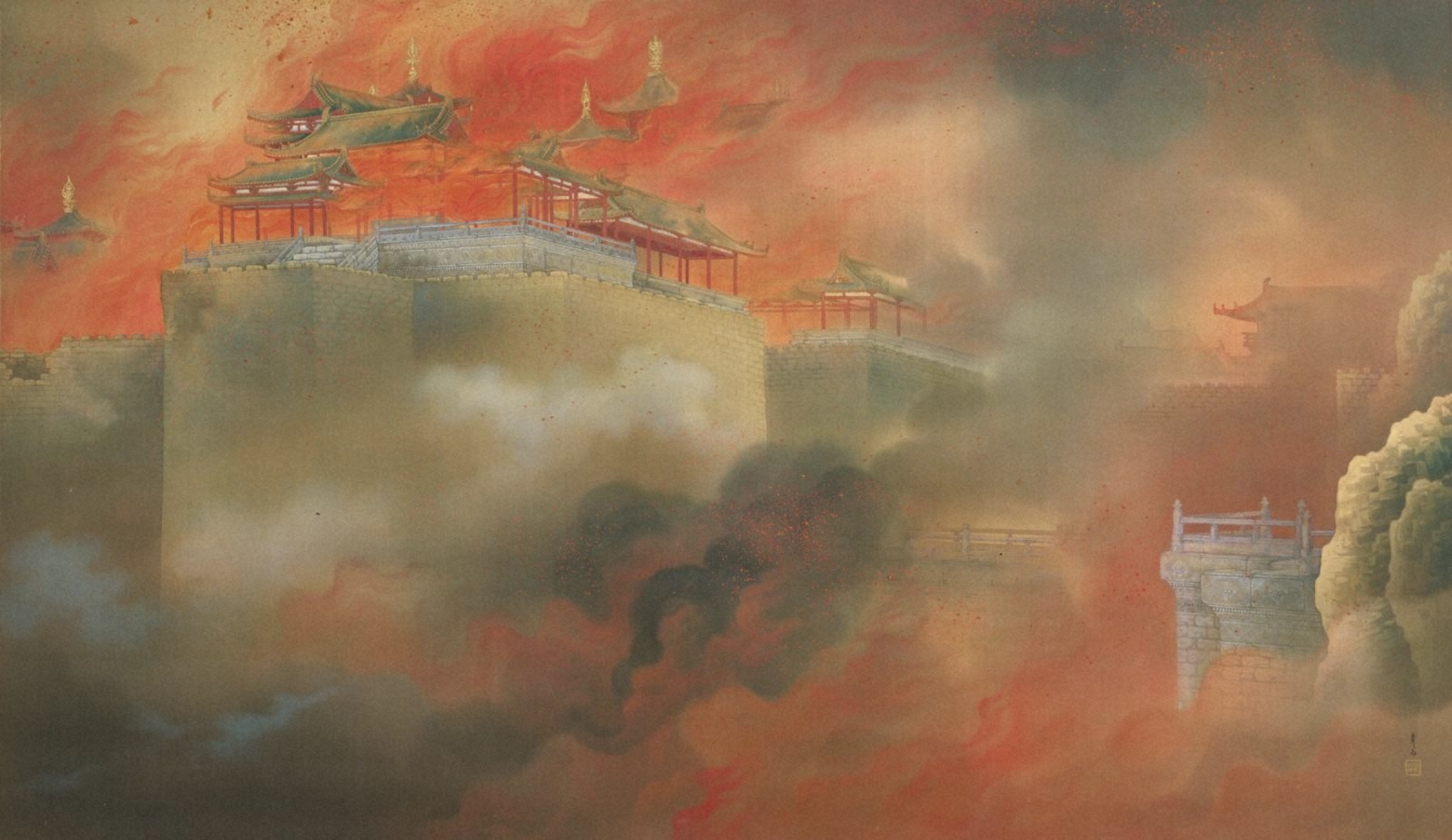
阿房劫火

- 後妻の雪（1900年生）は京都の礒田昇平妹であり、武山とは26歳離れている[3]。
- 甥・深作欣二 ‐ 妹・まつの子[2]。その親戚に深作安文、深作清次郎らがいる。

## 代表作品
| 作品名                   | 技法         | 形状・員数 | 寸法（縦x横cm）                                | 所有者                     | 年代                       | 出品展覧会                                          | 款記                                                        | 印章                     | 備考 |
| ------------------------ | ------------ | ---------- | ---------------------------------------------- | -------------------------- | -------------------------- | --------------------------------------------------- | ----------------------------------------------------------- | ------------------------ | --- |
| 高倉帝厳島行幸           | 絹本著色     | 1幅        | 75.3x147.6                                     | 東京藝術大学大学美術館     | 1896年（明治29年）         | 東京美術学校卒業制作                                | 無                                                          | 無                       | 4年後のパリ万国博覧会にも出品された |
| 熊野                     | 絹本著色     | 1幅        | 144.0x144.0                                    | 茨城県近代美術館           | 1902年（明治35年）         | 第12回日本絵画協会第7回日本美術院連合絵画共進会銅牌 | 武山                                                        | 「武山」朱文円印         | |
| 配所の月                 | 絹本著色     | 1幅        | 176.0x100.0                                    | 個人                       | 1903年（明治36年）         | 第14回日本絵画協会第9回日本美術院連合絵画共進会銅賞 | 武山（金泥）                                                | 「武山」朱文円印         | |
| 塞翁馬                   | 絹本墨画著色 | 1幅        | 108.4x67.6                                     | 個人                       | 1903年（明治36年）頃       |                                                     | 武山                                                        | 「武山」朱文方印         | 新渡戸稲造賛「世の中は／なにが常なる／塞翁の／心のこまに／むちうちて行け」 |
| 伊邪那岐・伊邪那岐命     | 絹本著色     | 1幅        | 118.3x49.2                                     | 笠間稲荷美術館             | 1904-06年（明治37-39年）頃 |                                                     | 武山                                                        | 「武山」朱文方印         | |
| 阿房劫火                 | 絹本著色     | 1幅        | 141.0x240.8                                    | 茨城県近代美術館           | 1907年（明治40年）         | 第1回文展三等賞                                     | 武山                                                        | 「武山」朱文方印         | |
| 祇王祇女                 | 絹本著色     | 1幅        | 179.0x97.0                                     | 永青文庫                   | 1908年（明治41年）         | 国画玉成会展覧会                                    | 武山                                                        | 「武山」朱文楕円印       | |
| 伊勢物語図               | 絹本著色     | 二曲一双   | 172.3x187（各）                                | 福井県立美術館             | 明治時代                   |                                                     |                                                             |                          | |
| 苦行の図                 | 絹本著色     |            | 110.5×60.7                                     | 福井県立美術館             | 明治時代                   |                                                     |                                                             |                          | |
| 烏柑橘・蔦に山鳩         | 絹本著色     | 二曲一双   | 164.0x164.0（各）                              | 笠間稲荷美術館             | 1912年（大正元年）頃       |                                                     | 武山（各隻）                                                | 「信太」朱文円印（各隻） | |
| イソップ物語             | 絹本著色     | 二曲一双   | 169.0x182.0（各）                              | 茨城県近代美術館           | 1912-13年（大正1-2年）頃   |                                                     | 武山（各隻）                                                | 「信太」朱文円印（各隻） | |
| 小春                     | 絹本著色     | 六曲一双   | 1712x375.0（各）                               | 茨城大学五浦美術文化研究所 | 1914年（大正3年）          | 再興第1回院展                                       | 武山（各隻）                                                | 「信太」朱文円印（各隻） | （公式サイトの解説） |
| 不動                     | 絹本著色     | 1幅        | 176.0x84.0                                     | 笠間稲荷美術館             | 1916年（大正5年）          | 再興第3回院展                                       | 武山（金泥）                                                | 「武山」朱文方印         | |
| 秋草図屏風               | 紙本金地著色 | 六曲一双   | 166.5x373.2（各）                              | 個人                       | 1913-17年（大正5-6年）     |                                                     |                                                             |                          | |
| 孔雀                     | 絹本著色     | 1幅        | 151.5x70.4                                     | 群馬県立近代美術館         | 1917年（大正6年）          | 第1回日本美術院同人作品展覧会                       | 武山                                                        | 「武山」朱文方印         | |
| 法然上人                 | 絹本著色     | 1幅        | 166.5x82.4                                     | 茨城県近代美術館           | 1917年（大正6年）          | 再興第4回院展                                       | 武山                                                        | 「武山」朱文方印         | |
| 日盛り                   | 絹本金地著色 | 六曲一双   | 166.3x372.2（各）                              | 福井県立美術館             | 1917年（大正6年）          | 再興第4回院展                                       |                                                             |                          | （公式サイトの解説） |
| 須磨御殿彩色杉戸絵       | 板地著色     | 杉戸44面   |                                                | 茨城県天心記念五浦美術館   | 1918年（大正7年）頃        |                                                     | 武山                                                        | 「武山」白文方印         | 元は茨城県出身の実業家・政治家の内田信也が神戸市須磨区に建てた邸宅、通称「須磨御殿」の杉戸絵。須磨御殿は阪神・淡路大震災で多大な被害を受けたが、杉戸絵は無事で、後に茨城県に寄贈された。 |
| 葦に鳥図屏風             | 紙本金地著色 | 六曲一双   | 171.0x373.2（各）                              | 岡田美術館                 | 大正年間前半頃             |                                                     | 「武山」                                                    | 「信太」朱文円印         | 「信太」印は武山の本名・信太郎にちなんだもので、大正年間前半の作品に使用例がある。 |
| 阿陀来迎                 | 絹本著色     | 六曲一双   | 162.7x356.8                                    | 光明寺 (長岡京市)          | 1919年（大正8年）          | 再興第6回院展                                       | 武山                                                        | 「武山」白文方印         | |
| 光明皇后                 | 絹本著色     | 1幅        | 187.0x85.3                                     | 財団法人野間文化財団       | 1921年（大正10年）         | 再興第8回院展                                       | 武山                                                        | 「武山」朱文変形印       | |
| 林和靖                   | 絹本金地著色 | 六曲一双   | 168.1x369.6（各）                              | 福井県立美術館             | 1921-24年（大正10-13年）   |                                                     |                                                             |                          | |
| 慈悲観世音               | 絹本著色     | 1幅        | 186.5x85.0                                     | 長野県信濃美術館           | 1922年（大正11年）         | 第8回日本美術院試作展                               | 武山                                                        | 「武山信印」白文方印     | |
| 龍田姫                   | 絹本著色     | 1幅        |                                                | 福田美術館                 | 1923年（大正12年）         | 第10回日本美術院展                                  |                                                             |                          | |
| 観音                     | 絹本著色     | 1幅        | 169.6x70.8                                     | 財団法人野間文化財団       | 1923年（大正12年）         | 第1回茨城美術展覧会                                 | 武山                                                        | 「武山信印」白文方印     | |
| 群鶴（其一）             | 絹本著色     | 六曲一双   | 173.6x372.6（各）                              | 個人                       | 1924年（大正13年）         | 再興第11回院展                                      |                                                             |                          | 同展には群鶴（其二）も出品されたが、そちらは所在不明。 |
| 慈悲観音                 | 絹本著色     | 1幅        | 173.6x71.6                                     | 財団法人野間文化財団       | 第2回茨城美術展覧会        | 1925年（大正14年）                                  | 武山                                                        | 「武山」朱文方印         | |
| 阿弥陀来迎図             | 絹本著色     | 3幅対      | 左幅：144.4x48.8 中幅：144.4x68 右幅：144.4x48 | 福井県立美術館             | 大正時代後期               |                                                     |                                                             |                          | |
| 弁財天                   | 絹本著色     | 1幅        | 181.1x85.0                                     | 茨城県近代美術館           | 1926年（大正15年）         | 再興第13回院展                                      | 武山                                                        | 「武山」朱文方印         | |
| 松に鶴図屏風             | 献本金地著色 | 六曲一双   | 170.0x372.0（各）                              | 岡田美術館                 | 1927年（昭和2年）          | 第3回茨城美術展覧会                                 |                                                             |                          | 同展に「蒼松白鶴」の題名で出品 |
| 羽衣                     | 絹本著色     | 六曲一双   | 169.5x375.0（各）                              | 静岡県立美術館             | 昭和初期                   |                                                     |                                                             |                          | （公式サイトの画像） |
| 徳川邸行幸               |              | 額装1面    |                                                | 聖徳記念絵画館             | 1930年（昭和5年）          |                                                     |                                                             |                          | |
| 烏骨鶏                   | 絹本著色     | 二曲一隻   | 171.0x170.0                                    | 茨城県近代美術館           | 1933年（昭和8年）頃        | 第6回茨城美術展覧会                                 | 武山                                                        | 「武山」朱文方印         | |
| 烏骨鶏                   | 紙本著色     | 二曲一双   | 168.0x170.5（各）                              | 笠間稲荷美術館             | 1933年（昭和8年）頃        |                                                     | 武山                                                        | 「武山」朱文方印         | |
| 観世音寺炎上之図         | 絹本著色     | 1幅        | 204.0x96.1                                     | 横浜美術館                 | 1934年（昭和9年）          | 再興第21回院展                                      | 武山                                                        | 「武山信印」白文方印     | |
| 金剛峯寺本坊新書院障壁画 | 著色         | 計39面     |                                                | 金剛峯寺                   |                            |                                                     |                                                             |                          | |
| 釈迦定道図壁貼付         | 紙本著色     | 1面        | 154.0x183.0                                    | 金剛峯寺                   |                            |                                                     |                                                             |                          | 金堂内陣後壁裏側。内陣四隅壁画には、密教の諸尊像が描かれている。 |
| 大日如来                 | 絹本著色     | 1幅        | 122.8x63.3                                     | 三の丸尚蔵館               | 1934年（昭和9年）          |                                                     |                                                             |                          | |
| 李白観瀑                 | 絹本著色     | 3幅対      | 中幅：133.0x51.5 左右幅：133.0x41.5            | 橋本美術館旧蔵             | 昭和期                     |                                                     | 「為清風閣主人／武山」（中幅） 「武山」（左右幅、全て金泥） | 「武山」朱文方印（各）   | |
| 不空羂索菩薩             | 絹本著色     | 1幅        | 215.0x101.0                                    | 個人                       | 1935年（昭和10年）         | 茨城会館開館記念美術展                              | 武山                                                        | 「信印」白文方印         | |
| 平重盛                   | 紙本著色     | 1幅        | 210.3x140.4                                    | 竜泉寺美術館               | 1935年（昭和10年）         | 茨城会館開館記念美術展                              | 武山謹画                                                    | 「信印」白文方印         | 神護寺三像の重盛像に倣う |
| 英姿                     | 絹本著色     | 1幅        | 195.5x104.5                                    | 茨城県近代美術館           | 1935年（昭和10年）         | 茨城会館開館記念美術展                              | 武山謹画                                                    | 「信印」白文方印         | |
| 鶴                       | 絹本金地著色 | 二曲一双   | 170.0x172.0（各）                              | 水野美術館                 | 1935年（昭和10年）頃       |                                                     |                                                             |                          | |
| 成田山新勝寺襖絵         |              |            |                                                | 成田山新勝寺               | 1937年（昭和12年）         |                                                     |                                                             |                          | 奥殿2階本間・次の間所在 |
| 月崇寺本堂内陣壁画       |              |            |                                                | 月崇寺（笠間市）           | 1939年（昭和14年）         |                                                     |                                                             |                          | |
| 神武天皇                 | 絹本著色     | 1幅        | 219.0x112.0                                    | 笠間稲荷美術館             | 1940年（昭和15年）         |                                                     | 無                                                          | 無                       | |
| 月山寺襖絵               |              |            |                                                | 月山寺（桜川市）           | 1941年（昭和16年）         |                                                     |                                                             |                          | |
| 大日堂障壁画             |              |            |                                                | 大日堂（笠間市箱田）       | 1936-1942年（昭和11-17年） |                                                     |                                                             |                          | 未完 |

- 小春（左隻）
- 小春（右隻）
- 羽衣（左隻）
- 羽衣（右隻）
- 阿房劫火

## 参考資料
- 日本美術院百年史編集室編 『日本美術院百年史 第三巻 上』 日本美術院、1992年
- 展覧会図録 『下村観山・木村武山展』 茨城県天心記念五浦美術館、2003年
- 茨城県天心記念五浦美術館編集・発行 『企画展「没後七〇年 木村武山の芸術」』 2011年